# Augustus 1994
Dit artikel geeft een chronologisch overzicht van alle belangrijke gebeurtenissen per dag in de maand augustus van het jaar 1994.

## Gebeurtenissen

### 1 augustus
- De Bosnische Serviërs willen onmiddellijk de onderhandelingen met de internationale gemeenschap heropenen. De eenzijdig uitgeroepen Republika Srpska laat weten te willen praten over de verdeling van Bosnië, zoals die is voorgesteld in het vredesplan van de 'contactgroep' van Verenigde Staten, Rusland, Frankrijk, Groot-Brittannië en Duitsland.
- De Staatkundig Gereformeerde Partij mag vrouwen weren als lid, aldus de rechter in Den Haag. De SGP en haar leiders worden niet vervolgd wegens discriminatie van vrouwen, zoals enkele vrouwen uit Hengelo en Roermond wilden.
- Ali Mahdi Mohammed, de militieleider die het noorden van de Somalische hoofdstad Mogadishu controleert, waarschuwt voor een nieuwe burgeroorlog.
- De Amerikaanse dollar daalt opnieuw in waarde na het voorlopig vastlopen van de handelsbesprekingen tussen de Verenigde Staten en Japan.

### 2 augustus
- Een poging tot staatsgreep in de Zuid-Russische republiek Tsjetsjenië mislukt. Zowel de Russische als de Tsjetsjeense autoriteiten weerspreken berichten dat president Dzjochar Doedajev door een zich 'tijdelijke raad' noemende groepering is verdreven.
- De Dominicaanse Republiek gaat akkoord met de stationering van een multinationaal detachement burgers en militairen die toezien dat geen brandstof en andere goederen worden gesmokkeld naar het Haïtiaanse deel van het eiland.
- Het noodlijdende Rotterdamse bedrijf RDM krijgt een kapitaalsinjectie van 30 miljoen gulden.
- Onbekenden lozen een aanzienlijke hoeveelheid olie in de haven van de Lage Vaart in Dronten.

### 3 augustus
- Bijna drie maanden na de omstreden presidentsverkiezingen in de Dominicaanse Republiek wordt de zittende leider Joaquin Balaguer alsnog uitgeroepen tot president.
- PSV Eindhoven contracteert de Braziliaanse voetbalbelofte Ronaldo.
- Met een vermogen van 4,5 miljard gulden is sexexploitant Paul Raymond de rijkste persoon in Groot-Brittannië. Hij staat voor het derde achtereenvolgende jaar bovenaan een ranglijst van het Britse zakenblad BusinessAge.
- Bij een oproer in de Iraanse stad Qazvin worden zeker vier Iraniërs gedood en vijftig verwond, als de politie het vuur op hen opent.
- Ongeveer honderd in het zwart geklede journalisten protesteren voor het kantoor van de Indonesische Vereniging van Journalisten (PWI) tegen de sluiting van drie grote weekbladen.

### 4 augustus
- Servië en Montenegro (Klein-Joegoslavië) kondigen aan alle politieke en economische banden te verbreken met de Bosnische Serviërs, die het meest recente 'definitieve' vredesvoorstel hebben afgewezen.
- Het Bosnische regeringsleger dat vooral bestaat uit moslims verovert Pecigrad, in de noordwestelijke enclave Bihać, veroverd op de moslimrebellen.
- Het dubieuze Russische beleggingsfonds MMM sluit al zijn kantoren. Directeur Sergej Mavrodi zegt dat dit een reactie is op de pogingen van de Russische autoriteiten om hem te arresteren.
- Het overkoepelende vakverbond van Nigeria schort na twee dagen een algemene staking op teneinde "vruchtbare onderhandelingen" te kunnen voeren met de militaire machthebbers.
- Armand de las Cuevas wint de zestiende Ronde van Burgos. De overwinning van de Franse wielrenner komt in de laatste vlakke etappe rond Burgos niet meer in gevaar.

### 5 augustus
- Zwemmer Pieter van den Hoogenband behaalt in de Tsjechische plaats Pardubice zijn tweede Europese jeugdtitel. Het Brabantse talent wint na de 400 meter (3.56,4) ook de 100 meter vrije slag.
- De gereformeerde kerken van de Oost-Groningse dorpen Vlagtwedde en Onstwedde beëindigen hun samenwerking vanwege een conflict over de benoeming van een homoseksuele predikant.
- Het Nigeriaanse hooggerechtshof gelast de vrijlating op borgtocht van oppositieleider Moshood Abiola, van wie de vakbeweging eist dat hij als president wordt geïnstalleerd.
- Bij een ongeluk met een transportvliegtuig van het Russische leger in Siberië komen alle 34 inzittenden om het leven. Het vliegtuig, met aan boord voornamelijk legerofficieren, probeert in dichte mist en regen te landen op een militair vliegveld in Bada.

### 6 augustus
- Een Franse patrouilleboot valt een schip van de internationale milieubeweging Greenpeace in de Golf van Biskaje aan met waterkanonnen.
- Uit protest tegen de snel groeiende invloed van de Poolse maffia sluiten ongeveer 150 restaurants, winkels en galeries in het centrum van Warschau voor drie dagen de deuren.
- Valentina Polkhanova wint de Tour Féminin. De Russische wielrenster volgt met haar zege Leontien van Moorsel op, die de afgelopen twee jaar de zege in de belangrijkste etappekoers voor vrouwen voor zich opeiste.
- Nederland bevrijdt zich bij de wereldtitelstrijd honkbal in Nicaragua van de hatelijke nul. De nationale ploeg laat de derde nederlaag, met 2-4 tegen Panama, volgen door een zege van 4-2 op het eveneens nog puntloze Canada.

### 7 augustus
- De voorzitter van SSC Napoli, Vincenzo Pinzarrone, wordt door de Italiaanse politie opgepakt. Hij wordt ervan verdacht twee transfers te hebben gefinancierd met ongedekte waardepapieren.
- Zevenduizend moslims juichen op een omstreden islamitische conferentie in Londen een oproep toe de "tirannen" in het Midden-Oosten omver te werpen en een "islamitische wereldorde" te vestigen.
- Manuela Machado wint in Helsinki de Europese titel op de marathon voor vrouwen met een tijd van 2:29.54.
- Feyenoord wordt bij de eerste serieuze krachtmeting van het seizoen op de pijnbank gelegd door Real Madrid dat de Nederlandse bekerwinnaar in een oefenwedstrijd met 6-2 vernedert, onder meer door twee treffers van de Chileense spits Iván Zamorano.

### 12 augustus
- Wielrenner Maurizio Fondriest (Lampre-Ceramica Panaria) wint de achtste en laatste editie van de Ronde van Groot-Brittannië.

### 14 augustus
- Carlos de jakhals, de meest gezochte terrorist, wordt gearresteerd.
- Martín Fiz wint in Helsinki de Europese titel op de marathon met een tijd van 2:10.31.
- Bij het WK basketbal in Canada gaat de wereldtitel voor de derde keer naar het team van de Verenigde Staten. Shaquille O'Neal wordt na afloop uitgeroepen tot meest waardevolle speler (MVP) van het toernooi.

### 17 augustus
- Hae Phoofolo wordt tijdelijk minister-president van Lesotho.

### 19 augustus
- De Deense wielrenner Jesper Skibby schrijft de Ronde van Nederland op zijn naam.

### 21 augustus
- In Mexico vinden algemene verkiezingen plaats. De verkiezingen worden gewonnen door Ernesto Zedillo van de regerende Institutioneel Revolutionaire Partij.
- De wedstrijd om de Nederlandse Supercup tussen landskampioen Ajax en bekerwinnaar Feyenoord wordt gewonnen door Ajax met 3-0. Het 18-jarige Ajax-talent Patrick Kluivert maakt zijn debuut in het betaald voetbal en scoort het derde doelpunt.

### 22 augustus
- Het kabinet-Kok I, met Wim Kok als premier, wordt beëdigd.
- In Wellington behaalt de Britse triatleet Spencer Smith de wereldtitel olympische afstand. Bij de vrouwen gaat de zege naar de Australische Emma Carney.

### 24 augustus
- Kieren Perkins scherpt in Victoria, Canada zijn eigen wereldrecord op de 1500 meter vrije slag aan tot 14.41,66. Het oude record (14.43,48) stond sinds 31 juli 1992 op naam van de Australische zwemmer.

### 26 augustus
- Het voetbalseizoen in de Eredivisie 1994/95 begint met het duel sc Heerenveen-FC Groningen, dat eindigt in een 2-0 overwinning voor de Friezen door treffers van Tom Sier en Erik Regtop. Dat is tevens de eerste officiële wedstrijd in het pas geopende Abe Lenstra Stadion in Heerenveen.

### 30 augustus
- De Engelse band Oasis brengt zijn debuutalbum Definitely Maybe uit. Het werd het snelst verkopende debuutalbum in de Britse muziekgeschiedenis.

← · januari · februari · maart · april · mei · juni · juli · augustus · september · oktober · november · december ·  →